# Rita Bellens

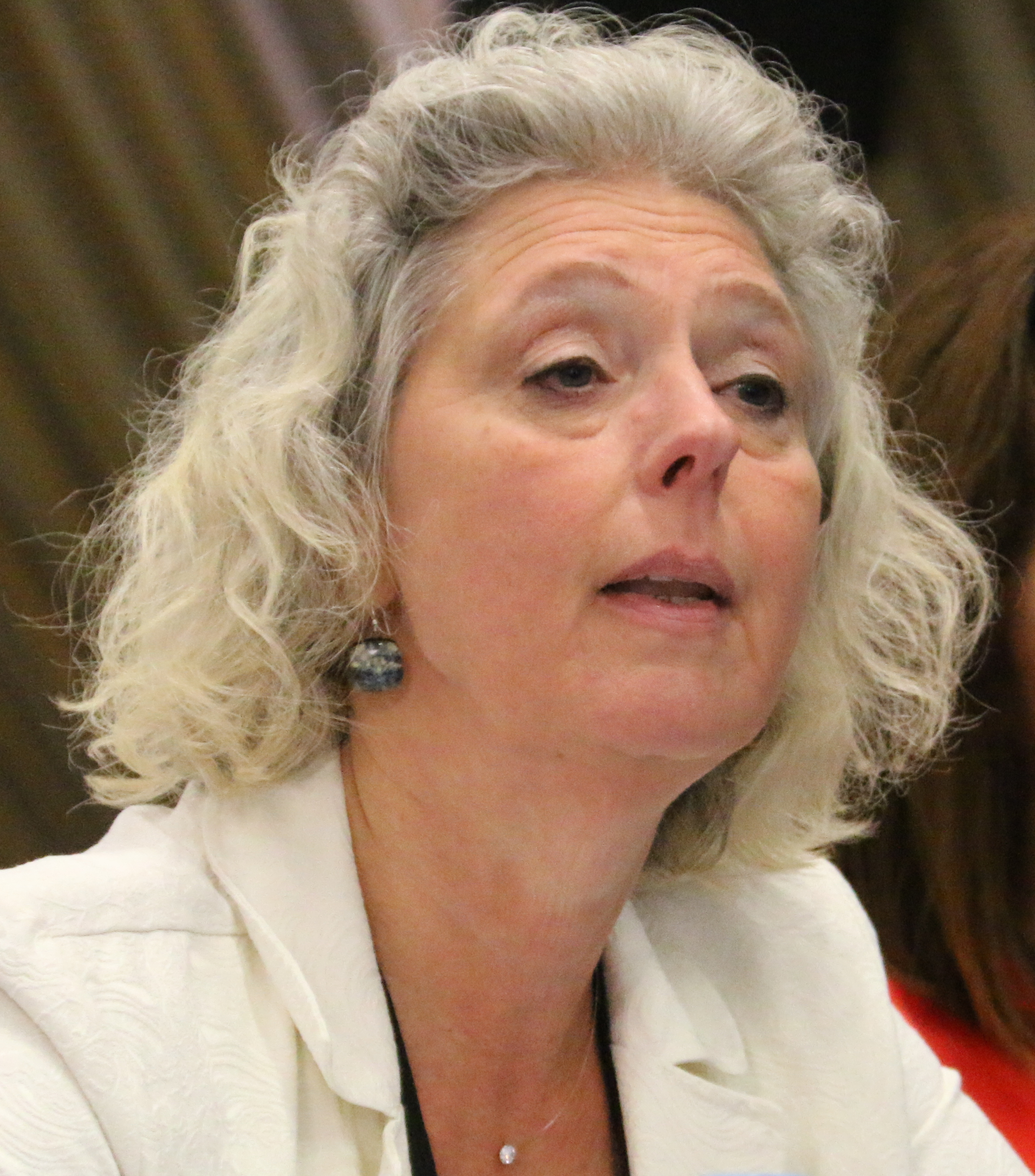
Fotografia de Rita Bellens

Rita Bellens (nascida em 29 de setembro de 1962, em Antuérpia) é uma política belga e membro da Nova Aliança Flamenga. Ela foi membro da Câmara dos Representantes de 2014 a 2019, vereadora de Duffel de 2015 a 2019, e é presidente do conselho municipal desde janeiro de 2019.